# Première circonscription de Nabeul
La première circonscription de Nabeul (Nabeul 1) est une ancienne circonscription électorale tunisienne et l'une des deux circonscriptions que compte le gouvernorat de Nabeul.
Le décret-loi no 2022-55 du 15 septembre 2022 est redécoupée.

## Résultats électoraux
Voici les résultats des élections constituantes tunisiennes de 2011 pour la circonscription ; la liste donne les partis ayant obtenu au moins un siège :
| Parti          | Parti                                                              | Voix    | %    | Sièges |
| -------------- | ------------------------------------------------------------------ | ------- | ---- | ------ |
|                | Ennahdha                                                           | 53 362  | 31,3 | 2      |
|                | Congrès pour la République                                         | 21 027  | 12,3 | 1      |
|                | Ettakatol                                                          | 16 533  | 9,7  | 1      |
|                | Pétition populaire pour la liberté, la justice et le développement | 13 227  | 7,8  | 1      |
|                | Afek Tounes                                                        | 7 148   | 4,2  | 1      |
|                | Parti démocrate progressiste                                       | 5 010   | 2,4  | 1      |
| Inscrits       | Inscrits                                                           | 181 209 | 100  | 9      |
| Votants        | Votants                                                            | 170 723 |      | -      |
| Exprimés       | Exprimés                                                           | 170 723 | 100  | -      |
| Blancs et nuls | Blancs et nuls                                                     | 4 156   |      | -      |

## Constituants
|  | Nom                                       | Image | Parti |
|  | ----------------------------------------- | ----- | --- |
|  | Moez Belhaj Rhouma                        |       | Ennahdha |
|  | Sana Haddad                               |       | Ennahdha |
|  | Souhir Dardouri Mohamed Abbou (2011-2012) |       | Congrès pour la République puis indépendante                                                                                 |
|  | Abdellatif Abid                           |       | Ettakatol |
|  | Tarek Bouaziz                             |       | Pétition populaire, Union patriotique libre, Parti de l'ouverture et de la fidélité puis Parti du mouvement de la république |
|  | Noomane Fehri                             |       | Afek Tounes, Al Joumhouri, indépendant puis Afek Tounes                                                                      |
|  | Najla Bouriel                             |       | Parti démocrate progressiste puis Alliance démocratique                                                                      |